# SAR 80
SAR 80 je jurišna puška singapurskega izvora, ki je bila razvita na osnovi ameriške puške AR18. Kratica SAR v angleščini pomeni Singapore Assault Rifle - singapurska jurišna puška, številka 80 pa se nanaša na leto začetka izdelave.
Bila je v službi Teritorialne obrambe in Slovenske vojske.

## Uporabnice
- Hrvaška
  -  Hrvaška policija[1]
- Papua Nova Gvineja: V arzenalu do leta 2006.[4]
- Slovenija
  -  Teritorialna obramba/Slovenska vojska[1]: Nabavljene leta 1990. Danes niso več v uporabi.